# Louis Bourdaloue

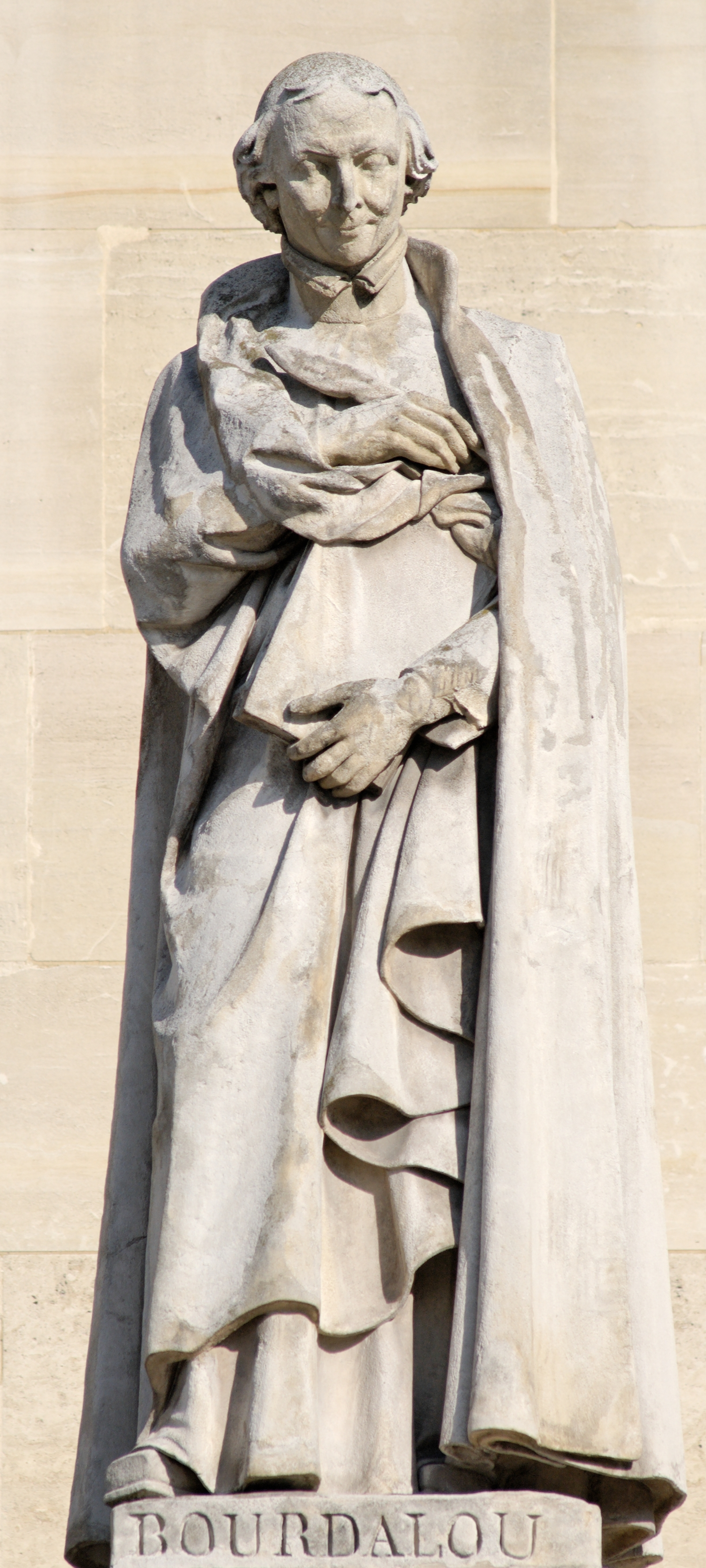
Estatua de Bourdaloue por Louis Desprez.

Louis Bourdaloue(Bourges, 20 de agosto de 1632 - París, 13 de mayo de 1704) fue un jesuita francés, reconocido por ser un brillante predicador y además por la calidad de sus sermones que se recitan casi teatralmente. Su talento y su reputación le valieron del título de "rey de los predicadores, predicador de los reyes". Se consideró a Bourdaloue como el más jansenista de los jesuitas.

## Biografía
Bourdaloue nació el 20 o el 28 de agosto de 1632 en el seno de familia de negociantes en la ciudad de Bourges. Su padre, abogado, era un orador muy conocido. Bourdaloue entra en la orden de los jesuitas a los 16 años de edad. Volviéndose profesor de teología, retórica, y filosofía, se vuelve sacerdote de la provincia en 1665. En el año 1669 es destinado a París, en donde su calidad como orador van a aportarle un renombre creciente. 
Sus prédicas tuvieron el mayor éxito: fue encargado diez veces para predicar el Adviento y la Cuaresma delante de Luis XIV y toda su corte, más de lo logrado por cualquiera de los demás predicadores de su tiempo.
En la revocación del Edicto de Nantes, fue enviado a la región de Languedoc para confirmar a los nuevos convertidos en la fe católica, consiguiendo nuevos éxitos en esta delicada misión. Los católicos y los protestantes eran unánimes en el elogio de su ardiente elocuencia en los sermones que él predicó en Montpellier en el año 1686. 
Louis Bourdaloue fue apreciado por Madame de Sévigné quien asiste a sus sermones y lo menciona en sus cartas. Por otra parte también, es cercano amigo de Bossuet, los dos hombres, aunque desempeñando roles semejantes manejaron la lengua de manera muy diferente, y nunca fueron rivales, como lo sostiene la leyenda.[cita requerida]
Hacia el final de su vida, Bourdaloue se dedica al servicio de instituciones caritativas, a los hospitales y a las prisiones, en donde sus simpáticos y conciliadores discursos siempre fueron eficaces. Muere el 13 de mayo de 1704 en París.

## Obra
Sus sermones fueron objeto de varias ediciones bibliográficas. 
- François de Paule Bretonneau (16 volúmenes, París, 1707-1734)
- 17 volúmenes, en -8, 1822-1826
- 3 volúmenes grandes en -8, 1834
- Lille (6 volúmenes, 1882)

Algunos de sus sermones más importantes:
- Sermón sobre las riquezas.
- Sermón sobre la Pasión.
- Jubilaciones espirituales.
- Pensamientos.
- Sermón sobre la impureza.
- Sermón sobre la penitencia.
- Sermón sobre la conversión de Madeleine.
- Dominicales.